# Тотално помрачење
Тотално помрачење (енгл. Total Eclipse) је биографска драма из 1995. режисера Ањешке Холанда, снимљена по представи Кристофера Хемптона који је уједно и аутор сценарија. Заснован на писмима и песмама, филм приказује страсну и насилну везу између француских песника Пола Верлена и Артура Рембоа. Главне улоге тумаче Дејвид Тјулис и Леонардо Дикаприо.

## Радња
У кафићу у Паризу, песник Пол Верлен упознаје Изабел Рембо, сестру песника Артура Рембоа. Она тражи од њега да јој преда све песме које је њен брат оставио након смрти, како би их она и њена мајка спалиле, јер се плаше развратности његових списа. Верлен се присећа дивље везе коју је имао са Рембоом.
Све је почело 1871, када је Рембо, тинејџер, послао Верлену своју поезију из свог дома у провинцији. Одушевљен, Верлен га позива да дође у дом његовог богатог таста у Паризу, где живи са својом младом, трудном супругом. Дивљи и ексцентрични Рембо не показује осећај за пристојност, изазивајући гађење код његове буржоаске тазбине. Верлен је очаран Рембоовим телом и оригиналношћу његовог ума, Рембо се понаша садистички према Верлену, као и Верлен према својој жени коју на крају напушта. Настаје путујућа веза између два песника.
Врхунац везе био је у Бриселу, када је бесни и разјарени Верлен пуцао у Рембоа, ранивши га притом у зглоб леве руке, Због тешких телесних повреда и содомије, Верлен је осуђен на 2 године затвора. У затвору Верлен прелази на хришћанство, на Рембоово гађење. Двојица песника се последњи пут срећу у Немачкој. Рембо се одриче књижевности и путује светом сам, и настањује се у Абисинији (данашња Етиопија). Међутим, због тумора у десном колену враћа се у Француску где му је ампутирана нога, ипак рак се шири и он умире у 37. години.
Током разговора са Верленом, Изабел Рембо тврди да је њен брат прихватио исповест од свештеника пре смрти, те да би само цензурисане верзије његове поезије требале опстати. Верлен, пијући абсинт, види Рембоа, који му изјављује љубав и поштовање које је заслужио. У задњој сцени Рембо шета по планинском венцу, Верлен тврди да су били срећни заједно, а Рембо да је пронашао своју вечност.